# Eugenia Grandet
Eugenia Grandet (fr. Eugenie Grandet) – powieść Honoriusza Balzaka, wydana w 1833 roku.

Wyszła spod pióra trzydziestoczteroletniego wówczas pisarza, który tą książką wszedł w szczytowy okres swej twórczości: Eugenia Grandet rozpoczyna cykl jego wielkich arcydzieł. Pisał ten utwór w czasie, gdy po kilkunastomiesięcznej wymianie listów spotyka się po raz pierwszy z Eweliną Hańską.
Pełny tekst:  Eugenja Grandet w przekładzie Tadeusza Boya-Żeleńskiego  w Wikiźródłach 

  Pobierz jako: EPUB   • PDF   • MOBI  

## Czas powstania
Pierwsza wzmianka o utworze pojawia się w korespondencji Balzaka pod datą 13 sierpnia 1833 roku. W liście do Eweliny Hańskiej z 19 sierpnia pisarz donosi, że utwór powinien zostać ukończony pod koniec miesiąca i przewiduje, że jego objętość nie powinna przekroczyć rozmiarów Proboszcza z Tours. 19 września 1833 roku w "L'Europe littéraire" ukazał się pierwszy rozdział powieści zatytułowany Physionomies bourgeoises. Kolejny rozdział Le Cousin de Paris mimo zapowiedzi nie został wydrukowany. 22 lub 23 września Balzac opuścił Paryż, aby spotkać się z panią Hańską w Neuchâtel. Powrócił dopiero 4 października, a pod koniec grudnia wyjechał ponownie, by spotkać się z ukochaną tym razem w Genewie. W liście o 10 lat późniejszym z 1 stycznia 1844 przypomina swojej przyjaciółce, że powieść powstała pomiędzy Neuchâtel a Genewą. Istotnie po powrocie z Neuchâtel na początku października pisarz podjął przerwaną pracę nad powieścią. Nie można wykluczyć, że przerwa wpłynęła na zmianę koncepcji całości. W liście do siostry z 12 października zawiadamia, że wkrótce skończy Eugenię Grandet. W liście do Hańskiej dzień później, przewiduje ukończenie pracy na pojutrze. Już jednak 18 października pisze, że jest dopiero w połowie pracy, a w pięć tygodni później 23 listopada informuje, że ma wykonał już 3/4 pracy. Wydaje się, że zarówno pisanie jak i korekta została ukończona na początku grudnia.
12 grudnia powieść znalazła się w sprzedaży, podzielona na sześć rozdziałów i poprzedzona wstępem, wydana przez Mme Charles-Béchet i datowana na rok 1834. Znalazła się w V tomie Studiów obyczajowych XIX wieku. W 1839 roku utwór został wydany u Charpentiera. Zniknął wówczas podział na rozdziały, pojawiła się natomiast dedykacja dla Marii. W 1843 roku Eugenia Grandet została wydana w V tomie Komedii ludzkiej w Scenach z życia prowincji pomiędzy Urszulą Mirouët a Piotrusią.

## Treść
Feliks Grandet jest bednarzem. Dzięki zręczności w interesach i niezwykłemu skąpstwu zgromadził olbrzymi jak na warunki prowincjonalne majątek. Były mer Saumur mieszka w bardzo skromnych warunkach z żoną, córką Eugenią i służącą Nanon. Mieszkańcy Saumur, którzy wielce poważają Grandeta, ze względu na jego majątek, uważają Eugenię za najlepszą partię w okolicy. O jej rękę starają się rywalizujące ze sobą rodziny Cruchotów i de Grasinsów. Eugenia w swej niewinności i naiwności nie domyśla się niczego, aż do dnia przybycia Karola Grandet, bratanka Grandeta. Karol został wysłany do Saumur przez ojca, zamożnego paryskiego kupca, który, zagrożony bankructwem, postanowił oddać syna pod opiekę brata, przed popełnieniem samobójstwa. Stary Grandet przekazuje mu złe nowiny. Pogrążony w rozpaczy Karol znajduje współczujące serce u Eugenii. Młodzi zakochują się w sobie i ślubują sobie dozgonną miłość. Grandet dokłada starań, by jak najprędzej wyprawić bratanka i nie dopuścić do ogłoszenia bankructwa brata wydając jak najmniej. Wyjeżdżającemu Karolowi Eugenia ofiaruje swoje oszczędności.
Po wyjeździe Karola Eugenia żyje wspomnieniami o nim. Na początku następnego roku (1820) stary Grandet odkrywa, że Eugenia pozbyła się swoich oszczędności. Pomimo nacisków ze strony ojca Eugenia odmawia ujawnienia, co zrobiła ze swoim złotem. Grandet zamyka ją w jej pokoju o chlebie i wodzie. Złość i upór męża wpędzają w ciężką chorobę panią Grandet. Stary bednarz, opanowany pożądliwością złota, pozostaje jednak nieczuły na jej prośby o zgodę w rodzinie. Godzi się z córką dopiero w obliczu nadchodzącej śmierci żony, ostrzeżony przez rejenta Cruchot, że w przeciwnym razie grozi mu sprawa o podział majątku. Po śmierci żony nakłania Eugenię do zrzeczenia się majątku po matce. Wobec nadchodzącej śmierci wprowadza jednak córkę w zarząd majątkiem.
Grandet umiera w 1827 roku patrząc na rozłożone przed nim złoto. Karol, który na handlu niewolnikami dorobił się blisko dwumilionowego majątku w tym samym roku wraca do kraju. Miłość do kuzynki dawno w nim wygasła. Ambitny młody człowiek, decyduje się poślubić spotkaną na statku Matyldę d'Aubiron, pannę brzydką, ale bogatą w tytuł hrabiowski. Eugenia żyła przez lata miłością do Karola i oczekiwaniem na jego powrót. Kiedy jej nadzieje legły w gruzach zgadza się poślubić Cruchota de Bonfons, ma to być jednak białe małżeństwo. W akcie wielkoduszności, aby ochronić dobre imię Karola przed niesławą bankructwa, a tym samym umożliwić mu realizację jego planów matrymonialnych, spłaca półtoramilionowy dług swego zmarłego stryja. Eugenia żyje odtąd pomiędzy Saumur a Angers, gdzie pracuje jej mąż. Prezydent Cruchot de Bonfons, który zapewnił sobie  w intercyzie, że w razie śmierci któregokolwiek z małżonków, cały majątek przechodzi na rzecz pozostałego przy życiu bez jakichkolwiek formalności, umiera po kilku latach. Eugenia wraca do ojcowskiego domu, gdzie żyje otoczona szacunkiem współmieszkańców, wydając wielkie sumy na dobroczynność: na przytułek dla starców, szkoły dla sierot, kościoły w Saumur. Ostatnio mówi się sporo o jej nowym związku – z margrabią de Froidfond.

## Charakterystyka utworu

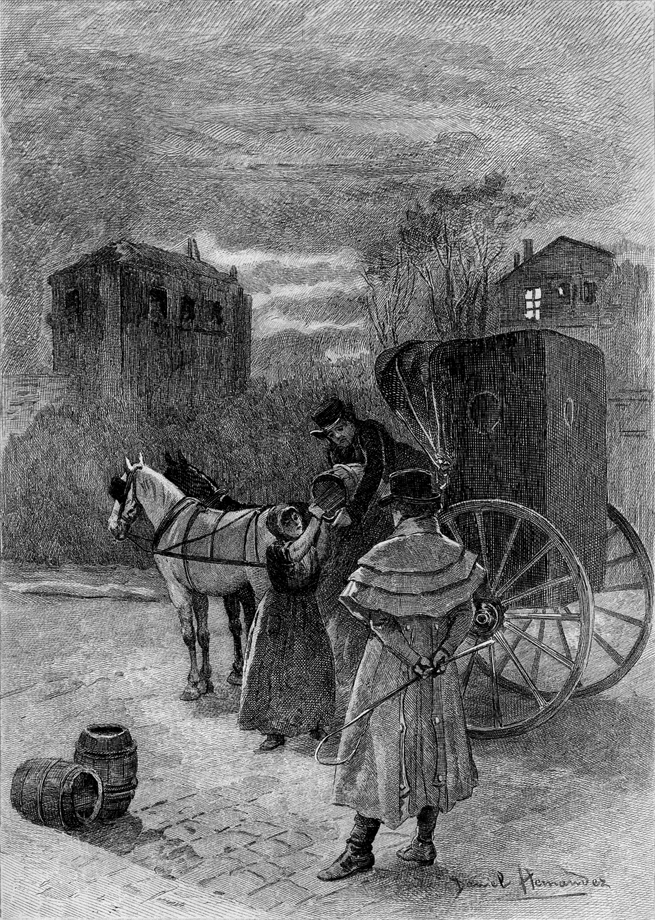

Eugenia Grandet jest doskonałym studium psychologiczno-obyczajowym z początku XIX wieku, należącym do Scen z życia prowincji w cyklu Komedia ludzka. Z wirtuozerią skonstruowana historia o tryumfie pieniądza i wyrafinowanych praw interesu nad światem ludzi wrażliwych i dobrych, których subtelnym wcieleniem jest na początku Eugenia Grandet, zanim jej systemu wartości nie zmieni prawdziwe życie i wpływ ojca, bogacza-skąpca. Jedna z najbardziej udanych postaci kobiecych autora. Tyranizowana przez ojca sknerę, który dopiero na łożu śmierci powierza córce swe złoto, Eugenia zakochana wielką miłością w swym dalekim kuzynie, pozostaje mu wierna mimo braku wzajemności i jego ożenku z inną. Niezwykły klimat powieści podkreśla surowa, nieco tajemnicza sceneria starego domu w Samur, gdzie toczy się akcja powieści.

### Postać starego Grandeta
Życie skąpca jest niezmordowanym wyrabianiem potęgi ludzkiej pisał Balzac. Grandet jest jednak kimś więcej niż skąpcem: to człowiek, który umie zarabiać pieniądze i dla którego sprawy finansowe mają pierwszeństwo przed sprawami uczuć. To że jego bratanek stracił ojca nie wzrusza go specjalnie, współczuje mu jednak serdecznie z powodu utraty fortuny. Nabył za łapówkę wręczoną surowemu republikaninowi wspaniałe winnice, stare opactwo i kilka folwarków. Uchodzi za człowieka interesującego się nowymi prądami, podczas gdy interesują go po prostu winnice. Jako mer Saumur wybudował znakomite drogi do swoich posiadłości, za dostawy dla wojska nabył należące do klasztoru łąki. W okresie Restauracji zainteresował się obligacjami państwowymi, które w 1814 roku można było kupować przy stopie 5 od sta po czterdzieści pięć franków, by po sześciu latach odsprzedać je po sto. Grandet zagrał na Restaurację jak poprzednio grał na Rewolucję. Balzac lepiej niż ekonomiści wyjaśnia w swojej powieści mechanizm powstawania wielkich fortun nowego mieszczaństwa i charakter rzemieślników, którzy, dzięki oszczędności uczuć i błyskawiczności realizacji swoich koncepcji zostawali milionerami.
Historycy literatury szukali pierwowzoru dla Grandeta i jego rodziny w Saumur. Balzac był jednak w Saumur tylko raz przez kilka godzin. Od miasta zapożyczył szczegóły jego autentycznego wyglądu. Liczne lapsusy wskazują, że cała opowieść rozgrywa się raczej w okolicach Tours. Postać Grandeta zaś wyposażył pisarz jak się przypuszcza w cechy pana de Savary, teścia Margonne'a.
Zulma Carraud nie uznała Grandeta za postać prawdopodobną. Przede wszystkim, twierdziła, żadne skąpstwo, ani oszczędności, nie pozwoliłyby zwykłemu bednarzowi zdobyć tak ogromnej fortuny. Balzac odpowiedział: Fakty świadczą przeciw Pani. Pewien kupiec kolonialny w Tours ma osiem milionów; pan Eynard, zwykły domokrążca ma dwadzieścia... Niemniej w następnej edycji zmniejszę majątek Grandeta o sześć milionów. Na inny zarzut Zulmy, że postać ta jest zbyt wyjaskrawiona, odpowiadał: Na prowincji wszystko jest wyjaskrawione. Balzakowi nie tyle zresztą szło o podobieństwo, co o efekt, ukazujący niszczącą siłę monomanii, doprowadzającą do zniszczenia rodziny. Od czasów nauki w Vendôme niszcząca siła myśli była centralnym tematem filozofii pisarza. Wynalazcy i skąpcy fascynowali go intensywnością swej pasji.
Przedstawienie postaci Grandeta, celowo przerysowane, nasuwa skojarzenia z bohaterem utworu Moliera Skąpiec, Harpagonem. Grandet nie jest jednak klasycznym typem skąpca, o którym La Bruyere pisze: Nie trzeba ani siły, ani młodości, ani zdrowia, aby być skąpcem. Trudno odmówić Grandetowi siły, gdy sprzedaje swoje wino, gdy kupuje winnice i łąki. Jest raczej człowiekiem interesu, spekulantem. Skąpiec nigdy nie rozstaje się ze swoim złotem. Grandet w ciągu jednej nocy spienięża całe swoje złoto, by je zainwestować w obligacje. I gra. Świadczy o tym sposób w jaki likwiduje paryskie długi swego brata. Niesława związana z bankructwem jest mu obojętna. W całej tej awanturze nie może liczyć na nic innego, jak tylko na trudności. Ale to właśnie trudności go bawią i przyjemność zagrania na nosie strojnisiom z Paryża.

### Eugenia
Główną postacią powieści jest jednak jej tytułowa bohaterka Eugenia Grandet. Moje serce otworzyło się na dźwięk Twojego głosu, jak otwierają się kwiaty – napisała. Ta dziewczyna martwa od dzieciństwa, ożyła na głos miłości i uległa przemianie. Odnalazła w sobie odwagę sądzenia, siłę by odmówić i cnotę. I pomimo przymusu, zdradzieckiej trucizny nieobecności ukochanego, pomimo upływu czasu i najgorszej ze wszystkiego zdrady ukochanej osoby ta dzielna kobieta pozostała wierna swojej obietnicy, swojej wewnętrznej prawdzie.
Eugenia obudzona przez miłość odkrywa, że nie jest panią samej siebie. W tym tkwi sens tytułu – to ona zmienia bieg przeznaczenia. Dostrzega różnicę pomiędzy autorytetem a tyranią i upomina się o swoje prawa osoby wolnej. Ojciec odpowiada represją. Z despoty staje się tyranem – próbuje zwalczyć bunt, który aż dotąd nie miała prawa istnienia. Ma jednak słaby punkt: kocha swoją córkę (wstydliwie, z ukrycia kontempluje Eugenię czeszącą się przy oknie). Uczucia są wzbronione tyranom. I to uczucie go niszczy. Konflikt z córką sprawia, że atakuje go starcza choroba – skąpstwo. Aż dotąd nie był skąpcem, choć nosił w sobie zarodki zła: jego oczy, jak oczy Gobsecka, miały poblask żółtego metalu. Te zarodki pozostają uśpione do dnia, w którym dowiaduje się, że Eugenia oddała swój skarb. Wstrząs wywołany tą wiadomością nie dotyczy tym razem spraw praktycznych, zabezpieczenia finansowego córki, ale sztuk pięknego złota i pięknej złotej kolekcji. Kiedy Eugenia rzuca mu na stół kilka ludwików, spędza wpatrzony w nie długie godziny. Używając wyrażenia La Fontaine'a: już nie Grandet posiada złoto, teraz złoto posiada jego.

## Recepcja
Balzac nie cenił wysoko swojej powieści, uważał ją za dobrą nowelkę, łatwą do sprzedania, niegodną nawet porównania z wydanym na początku 1833 roku Ludwikiem Lambertem. Czytelnicy zareagowali odmiennie, głębokim zainteresowaniem dla operacji finansowych starego Grandeta, walki pomiędzy dwoma klanami o rękę posażnej panny, stosunków domowych Grandetów rozpiętych pomiędzy chciwością Grandeta, świątobliwością jego żony i szlachetnością córki. Zulma Carraud pisała do Balzaka: Eugenia Grandet bardzo mi się podobała, to nie jest uwodzicielska kobieta, ale kobieta prawdziwa, przywiązana jak często są kobiety, bez chwały. Marceline Desbordes-Valmore pisała z kolei: Twoja Eugenia Grandet ściska serce przykuwając oczy do kart powieści. To jedno z najgłębszych twoich dzieł. A Delphine de Girardin wzdychała: Eugenia Grandet jest zachwycająca i Nanon i stary Grandet, co za talent, co za talent! O! Wielki Balzaku. A Balzac się dziwił: To się sprzedaje jak chleb.
Armand de Pontmartin w komentarzu z 1857 roku był już mniej entuzjastyczny: W "Eugenii Grandet" zalety (Balzaka) występują w komplecie, wady też już istnieją, choć w zarodku,; moralność jest niemal respektowana, zdrowemu rozsądkowi nie można nic zarzucić, dobry smak można tylko oklaskiwać (...) Kochamy "Eugenię Grandet" jako najmniej ambitną i najlepiej ułożoną córkę tego źle uporządkowanego umysłu. W 1866 roku Lamartine pisał w La France a deux Molières: Molier wierszem i Molier prozą. Mówię tak i tak myślę. Aby to udowodnić zajrzyjmy do dzieła. Zaczynam od jego arcydzieła, "Eugenii Grandet". Trzecia Republika próbowała zredukować dzieło Balzaka do Eugenii Grandet (lub Ojca Goriot. Tendencję tą wzmacniała jeszcze dyskusja nad powieścią związana z wizją systemu szkolnictwa. Znam bardzo niewiele powieści (Balzaka), gdzie właściwe proporcje poszczególnych części w pełni satysfakcjonują ducha – pisał Emil Faguet – trzeba wśród nich przywołać przede wszystkim "Eugenię Grandet".
W połowie XX wieku Eugenia Grandet była odczytywana w świetle psychoanalizy (Naomi Schor skoncentrowała się na melancholii głównej bohaterki) i semiotyce. Obszerne opracowanie poświęcił powieści Philippe Berthier. Pod lupą krytyków znalazła się również kwestia realizmu balzakowskiego. Pierre-Georges Casteux stwierdził, że powieściowe Samur jest tylko dekoracją, niczym więcej. Z kolei Nicole Mozet opowiedziała się za wycieniowaniem i wysubtelnieniem balzakowskich odniesień do życia prowincjonalnego.
Jednego z najbardziej znanych przekładów utworu na język polski dokonał tłumacz literatury francuskiej, Tadeusz Boy-Żeleński.